# Teuchocnemis bacuntius
Teuchocnemis bacuntius är en tvåvingeart som först beskrevs av Walker 1849.  Teuchocnemis bacuntius ingår i släktet Teuchocnemis och familjen blomflugor. Inga underarter finns listade i Catalogue of Life.